# Petran
Petran je obec v okresu Gjirokastër, kraji Gjirokastër, jižní Albánii. Leží poblíž soutoku řek Vjosy s Lengarickou řekou, kde jsou vápencové jeskyně Shpella e Bënjës, ve kterých sídlili lidé již v neolitu.